# Johan Erik Kylander
Johan Erik Kylander, född 20 februari 1843 i Linköping, död 26 november 1914 i Vadstena, var en svensk borgmästare. 
Kyander blev student vid Uppsala universitet 1862, avlade kameralexamen 1862, hovrättsexamen 1868 och blev vice häradshövding 1870. Han blev auktionskommissarie i Norrköpings stad 1874, andre stadsnotarie där 1880, förste stadsnotarie 1881 samt var borgmästare, magistratssekreterare och notarius publicus i Vadstena stad från 1887.